# Груздево (Владимирская область)
Груздево — деревня в Гороховецком районе Владимирской области России, входит в состав Куприяновского сельского поселения.

## География
Деревня расположена на берегу реки Суворощь в 19 км на юго-восток от центра поселения деревни Выезд и в 16 км на юг от Гороховца.

## История
В XIX — первой четверти XX века деревня входила в состав Красносельской волости Гороховецкого уезда, с 1926 года — в составе Гороховецкой волости Вязниковского уезда. В 1859 году в деревне числилось 30 дворов, в 1905 году — 41 дворов, в 1926 году — 41 дворов.
С 1929 года деревня входила в состав Шаньковского сельсовета Гороховецкого района, с 1940 года — в составе Великовского сельсовета, с 2005 года — в составе Куприяновского сельского поселения.

## Население
| 1859 | 1905 | 1926 | 2002 | 2010 | 2021 |
| ---- | ---- | ---- | ---- | ---- | ---- |
| 143  | ↗211 | ↘155 | ↘0   | →0   | →0   |